# Peter Wessels
Peter Wessels (Zwolle, 7 mei 1978) is een Nederlands, voormalig proftennisser.

## Levensloop
Wessels begon op zijn zesde met tennis. Hij sloeg de bal uren en uren tegen de muur van zijn huis, totdat zijn ouders hem meenamen naar de tennisbaan. Uiteindelijk maakte hij in juni 1996 zijn debuut tijdens het ATP-toernooi van Rosmalen. In de eerste ronde verloor hij van de Zweed Jonas Björkman (2-6 3-6). Zijn Grand Slam-debuut volgde ruim een jaar later. Op de US Open verloor hij in de eerste ronde met 6-4 6-2 6-2 van de nummer 23 van de plaatsingslijst, Cédric Pioline uit Frankrijk.
Op 15 december 2005 werd bekend dat Wessels het per 1 januari 2006 zal doen zonder coach. Hij verbrak de verbintenis die hij had met Hugo Ekker. De samenwerking tussen Ekker en Raemon Sluiter bleef gehandhaafd. Als reden voor de ontbintenis gaf Wessels aan dat de driehoekssamenwerking in 2005 niet goed heeft uitgepakt wanneer het aankwam op samen reizen. Ook de financiën speelden een rol in zijn beslissing.
Zonder coach kwam Wessels in januari 2006 samen met Michaëlla Krajicek voor Nederland uit in de Hopman Cup 2006. Nederland was echter niet direct geplaatst voor het hoofdtoernooi en diende zich te kwalificeren via een wedstrijd tegen China. Krajicek verloor haar wedstrijd tegen Peng Shuai, maar dankzij een overwinning van Wessels op Sun Peng en een overwinning in het dubbelspel was de kwalificatie een feit.
Nederland werd ingedeeld in een groep met gastland Australië, Argentinië en Duitsland. Op het oog een zware groep, maar de eerste wedstrijd tegen Argentinië werd direct gewonnen. Misa won van Gisela Dulko en Wessels won van Gastón Gaudio waarna het dubbelspel er niet meer toe deed. Tegen Australië verliep het iets anders. Krajicek verloor haar wedstrijd van Samantha Stosur, waardoor Wessels zijn beste beentje voor moest zetten. Dit deed hij en ook het beslissende dubbelspel werd door Nederland gewonnen. De derde groepswedstrijd ging tegen Duitsland. Krajicek bracht Nederland op een 1-0-voorsprong ten koste van Anna-Lena Grönefeld, waarna Nicolas Kiefer geblesseerd opgaf en Nederland met 3-0 zegevierde. Inmiddels hadden de Australiërs van de Argentijnen gewonnen en kon geen enkel land Nederland weerhouden van een finaleplaats.
In die finale speelde Nederland tegen de Verenigde Staten. Krajicek bleek te sterk voor Lisa Raymond en Nederland stond wederom voor. Taylor Dent wist echter van Wessels te winnen, waardoor een supertiebreak (tot 10 punten) in de derde set van het dubbelspel noodzakelijk was om het toernooi te beslissen. Hierbij trokken de Amerikanen aan het langste eind en behaalde Nederland een historische tweede plaats.
Op 21 juni 2007 weet hij eenieder te verbazen door als kwalificatiespeler op het Nederlandse grastoernooi het ATP-toernooi van Rosmalen in de kwartfinale te winnen van de Spanjaard Tommy Robredo, de nummer één van de plaatsingslijst, in twee sets: 6-3 6-3 en zich te plaatsen voor de halve finale.
In deze halve finale was Wessels te sterk voor Antony Dupuis(7-6, 7-6).
In de finale verloor Wessels echter van Ivan Ljubičić, die daardoor het toernooi won.
Op 19 augustus 2009 werd bekend dat Peter Wessels stopt met professioneel tennis. Hij kon, na eerder te zijn teruggekeerd van blessureleed, niet meer de motivatie opbrengen om terug te komen op het hoogste niveau. In juli 2009 speelde Wessels zijn laatste wedstrijd tijdens een Futuretoernooi in Duitsland. In de eerste ronde moest hij, na de eerste set met 7-5 te hebben verloren, opgeven tegen Franjo Raspudic uit Bosnië en Herzegovina.

## Palmares
| Legenda                       | Legenda               |
| ----------------------------- | --------------------- |
| Grand Slam                    |                       |
| Olympische Spelen             |                       |
| tot 2009                      | vanaf 2009            |
| Tennis Masters Cup            | ATP Finals            |
| ATP Masters Series            | ATP Tour Masters 1000 |
| ATP International Series Gold | ATP Tour 500          |
| ATP International Series      | ATP Tour 250          |

### Enkelspel
| Nr.              | Datum        | Toernooi | Ondergrond | Tegenstander     | Score               | Details |
| ---------------- | ------------ | -------- | ---------- | ---------------- | ------------------- | ------- |
| Gewonnen finales |              |          |            |                  |                     |         |
| 1.               | 10 juli 2000 | Newport  | Gras       | Jens Knippschild | 7-6, 6-3            | Details |
| Verloren finales |              |          |            |                  |                     |         |
| 1.               | 23 juni 2007 | Rosmalen | Gras       | Ivan Ljubičić    | 6-7(5), 6-4, 6-7(4) | Details |

## Prestatietabel
| Legenda | Legenda                          |
| ------- | -------------------------------- |
| g.t.    | geen toernooi gehouden           |
| l.c.    | lagere categorie                 |
| –       | niet deelgenomen                 |
| G       | uitgeschakeld in de groepsfase   |
| 1R      | uitgeschakeld in de eerste ronde |
| 2R      | uitgeschakeld in de tweede ronde |
| 3R      | uitgeschakeld in de derde ronde  |
| 4R      | uitgeschakeld in de vierde ronde |
| KF      | uitgeschakeld in de kwartfinale  |
| HF      | uitgeschakeld in de halve finale |
| F       | de finale verloren               |
| W       | het toernooi gewonnen            |
| w-v     | winst/verlies-balans             |

### Prestatietabel enkelspel
| Grandslamtoernooien                                     |                  |                  |                  |                  |                  |                  |                  |                  |                  |                  |                  |                  |                     |                     |                     |
| Australian Open                                         | –                | –                | –                | 1R               | 1R               | 1R               | –                | –                | –                | 2R               | –                | –                | 0 / 4               | 1-4                 |                     |
| Roland Garros                                           | –                | –                | –                | –                | –                | –                | –                | –                | –                | 2R               | –                | –                | 0 / 1               | 1-1                 |                     |
| Wimbledon                                               | –                | –                | –                | 1R               | –                | 1R               | –                | –                | –                | 1R               | –                | –                | 0 / 3               | 0-3                 |                     |
| US Open                                                 | –                | 1R               | –                | 3R               | 1R               | –                | –                | –                | –                | 2R               | –                | –                | 0 / 4               | 3-4                 |                     |
| Winst-verlies                                           | 0-0              | 0-1              | 0-0              | 2-3              | 0-2              | 0-2              | 0-0              | 0-0              | 0-0              | 3-4              | 0-0              | 0-0              | 0 / 12              | 5-12                |                     |
| Super 9 / Tennis Masters Series / ATP Masters Series    |                  |                  |                  |                  |                  |                  |                  |                  |                  |                  |                  |                  |                     |                     |                     |
| Miami                                                   | –                | –                | –                | –                | –                | –                | –                | –                | –                | 1R               | –                | –                | 0 / 1               | 0-1                 |                     |
| Winst-verlies                                           | 0-0              | 0-0              | 0-0              | 0-0              | 0-0              | 0-0              | 0-0              | 0-0              | 0-0              | 0-1              | 0-0              | 0-0              | 0 / 1               | 0-1                 |                     |
| ATP Championship Series / ATP International Series Gold |                  |                  |                  |                  |                  |                  |                  |                  |                  |                  |                  |                  |                     |                     |                     |
| Barcelona                                               | –                | –                | –                | –                | –                | –                | –                | –                | –                | 2R               | –                | –                | 0 / 1               | 1-1                 |                     |
| New Haven                                               | –                | 1R               | –                | lagere categorie | lagere categorie | lagere categorie | lagere categorie | lagere categorie | lagere categorie | lagere categorie | lagere categorie | lagere categorie | 0 / 1               | 0-1                 |                     |
| Rotterdam                                               | lagere categorie | lagere categorie | lagere categorie | 1R               | 2R               | 1R               | –                | 1R               | –                | 1R               | –                | –                | 0 / 5               | 1-5                 |                     |
| Tokio Outdoor                                           | –                | –                | –                | 1R               | –                | –                | –                | –                | –                | 1R               | –                | –                | 0 / 2               | 0-2                 |                     |
| Washington                                              | –                | –                | –                | 2R               | –                | 2R               | –                | –                | –                | –                | –                | –                | 0 / 2               | 2-2                 |                     |
| Winst-verlies                                           | 0-0              | 0-1              | 0-0              | 1-3              | 1-1              | 1-2              | 0-0              | 0-1              | 0-0              | 1-3              | 0-0              | 0-0              | 0 / 11              | 4-11                |                     |
| ATP World Series / ATP International Series             |                  |                  |                  |                  |                  |                  |                  |                  |                  |                  |                  |                  |                     |                     |                     |
| Amersfoort                                              | geen toernooi    | geen toernooi    | geen toernooi    | geen toernooi    | geen toernooi    | geen toernooi    | –                | –                | 1R               | –                | –                | –                | 0 / 1               | 0-1                 |                     |
| Amsterdam                                               | 1R               | –                | –                | 1R               | –                | 1R               | geen toernooi    | geen toernooi    | geen toernooi    | geen toernooi    | geen toernooi    | geen toernooi    | 0 / 3               | 0-3                 |                     |
| Delray Beach                                            | geen toernooi    | geen toernooi    | geen toernooi    | –                | –                | HF               | –                | –                | –                | KF               | –                | –                | 0 / 2               | 5-2                 |                     |
| Ho Chi Minhstad                                         | geen toernooi    | geen toernooi    | geen toernooi    | geen toernooi    | geen toernooi    | geen toernooi    | geen toernooi    | geen toernooi    | geen toernooi    | 1R               | geen toernooi    | geen toernooi    | 0 / 1               | 0-1                 |                     |
| Kopenhagen                                              | –                | –                | –                | 1R               | –                | –                | –                | –                | geen toernooi    | geen toernooi    | geen toernooi    | geen toernooi    | 0 / 1               | 0-1                 |                     |
| Londen                                                  | –                | –                | –                | 1R               | –                | KF               | –                | –                | –                | –                | –                | –                | 0 / 2               | 3-2                 |                     |
| Chennai                                                 | –                | –                | –                | HF               | –                | KF               | 1R               | –                | –                | –                | –                | –                | 0 / 3               | 5-3                 |                     |
| Marseille                                               | –                | –                | –                | –                | 1R               | –                | –                | –                | –                | –                | –                | –                | 0 / 1               | 0-1                 |                     |
| München                                                 | –                | –                | –                | –                | –                | –                | –                | –                | –                | 1R               | –                | –                | 0 / 1               | 0-1                 |                     |
| Newport                                                 | –                | –                | –                | KF               | W                | 2R               | –                | –                | –                | –                | –                | –                | 1 / 3               | 8-2                 |                     |
| Ostrava                                                 | 1R               | –                | –                | –                | –                | –                | –                | –                | –                | –                | –                | –                | 0 / 1               | 0-1                 |                     |
| Peking                                                  | –                | –                | geen toernooi    | geen toernooi    | geen toernooi    | geen toernooi    | geen toernooi    | geen toernooi    | –                | KF               | –                | –                | 0 / 1               | 2-1                 |                     |
| Rosmalen                                                | 1R               | –                | 2R               | 1R               | 2R               | 2R               | –                | –                | 1R               | –                | –                | F                | 0 / 7               | 7-7                 |                     |
| Rotterdam                                               | –                | –                | 1R               | hogere categorie | hogere categorie | hogere categorie | hogere categorie | hogere categorie | hogere categorie | hogere categorie | hogere categorie | hogere categorie | 0 / 1               | 0-1                 |                     |
| San José                                                | –                | –                | –                | –                | –                | –                | –                | –                | –                | 1R               | –                | –                | 0 / 1               | 0-1                 |                     |
| Shanghai                                                | –                | –                | –                | 2R               | –                | –                | g.t.             | –                | –                | g.t.             | g.t.             | g.t.             | 0 / 1               | 1-1                 |                     |
| Stockholm                                               | –                | –                | –                | 1R               | –                | 1R               | –                | –                | –                | –                | 1R               | 1R               | 0 / 4               | 0-4                 |                     |
| Tasjkent                                                | –                | –                | –                | HF               | –                | –                | –                | –                | –                | –                | –                | –                | 0 / 1               | 3-1                 |                     |
| Winst-verlies                                           | 0-3              | 0-0              | 1-2              | 9-9              | 6-2              | 10-7             | 0-1              | 0-0              | 0-2              | 4-5              | 0-1              | 4-2              | 1 / 34              | 34-34               |                     |
| Davis Cup                                               |                  |                  |                  |                  |                  |                  |                  |                  |                  |                  |                  |                  |                     |                     |                     |
| Davis Cup                                               | –                | –                | –                | –                | –                | –                | –                | –                | –                | 0-2              | –                | –                | 0 / 1               | 2-2                 |                     |
| Carrière statistieken                                   |                  |                  |                  |                  |                  |                  |                  |                  |                  |                  |                  |                  |                     |                     |                     |
| ATP Toernooien gespeeld                                 | 3                | 2                | 2                | 15               | 6                | 11               | 1                | 1                | 2                | 14               | 1                | 2                | Carrière totaal: 60 | Carrière totaal: 60 | Carrière totaal: 60 |
| ATP Finales                                             | 0                | 0                | 0                | 0                | 1                | 0                | 0                | 0                | 0                | 0                | 0                | 1                | Carrière totaal: 2  | Carrière totaal: 2  | Carrière totaal: 2  |
| ATP Toernooien gewonnen                                 | 0                | 0                | 0                | 0                | 1                | 0                | 0                | 0                | 0                | 0                | 0                | 0                | Carrière totaal: 1  | Carrière totaal: 1  | Carrière totaal: 1  |
| Statistieken per ondergrond                             |                  |                  |                  |                  |                  |                  |                  |                  |                  |                  |                  |                  |                     |                     |                     |
| Hardcourt Gewonnen-Verloren                             | 0-0              | 0-2              | 0-0              | 10-8             | 1-4              | 6-6              | 0-1              | 0-1              | 0-0              | 8-10             | 0-1              | 0-1              | 0 / 33              | 25-34               |                     |
| Gravel Gewonnen-Verloren                                | 0-1              | 0-0              | 0-0              | 0-1              | 0-0              | 0-1              | 0-0              | 0-0              | 0-1              | 2-3              | 0-0              | 0-0              | 0 / 7               | 2-7                 |                     |
| Gras Gewonnen-Verloren                                  | 0-1              | 0-0              | 1-1              | 2-4              | 6-1              | 5-4              | 0-0              | 0-0              | 0-1              | 0-1              | 0-0              | 4-1              | 1 / 15              | 18-14               |                     |
| Tapijt Gewonnen-Verloren                                | 0-1              | 0-0              | 0-1              | 0-2              | 0-0              | 0-0              | 0-0              | 0-0              | 0-0              | 0-1              | 0-0              | 0-0              | 0 / 5               | 0-5                 |                     |
| Totaal winst-verlies                                    | 0-3              | 0-2              | 1-2              | 12-15            | 7-5              | 11-11            | 0-1              | 0-1              | 0-2              | 10-15            | 0-1              | 4-2              | 1 / 60              | 45-60               |                     |
| Eindejaarsranking                                       | 369              | 321              | 124              | 102              | 147              | 110              | 451              | 206              | 110              | 128              | 397              | 163              | $ 928.863           | $ 928.863           | $ 928.863           |

### Prestatietabel grand slam, dubbelspel
| Toernooi        | 1999 |
| --------------- | ---- |
| Australian Open | 1R   |
| Roland Garros   | –    |
| Wimbledon       | –    |
| US Open         | –    |